# BBC World News America
BBC World News America é um telejornal produzido pela BBC News, a divisão de notícias da rede de televisão British Broadcasting Corporation. É apresentado pela jornalista Katty Kay  e estreou em 1 de outubro de 2007. O programa é transmitido em todo o mundo pela BBC News e pela rede de televisão PBS nos Estados Unidos.
O programa é transmitido mundialmente no canal internacional BBC News e, através de um acordo com a emissora membro da PBS de Washington, a WETA-TV, é distribuído para emissoras membros da PBS e estações educativas independentes não comerciais selecionadas nos Estados Unidos. Até junho de 2019, a estação KCET da NCE, sediada em Los Angeles, tratava desta distribuição.
Desde a sua estreia até 25 de março de 2011, o programa teve uma hora de duração, sendo exibido simultaneamente na BBC America nos Estados Unidos e na BBC News a nível internacional, sendo que a primeira meia hora (com atraso na fita) foi exibida durante a noite na BBC. Notícias no Reino Unido. O programa foi reduzido para uma emissão de meia hora a 28 de março de 2011 e foi removido da BBC America. A 31 de outubro de 2016, o programa regressou ao BBC News Channel após uma ausência de cinco anos e atualmente é transmitido no canal às 21h30 GMT durante uma semana em novembro e uma ou duas semanas em março, entre as mudanças de horário do Reino Unido e EUA.
Após a fusão do canal doméstico BBC News e do BBC World News, a 3 de abril de 2023, o BBC World News America continua a ser transmitido às 22h00, hora do Reino Unido, apenas no feed internacional, enquanto o feed doméstico do Reino Unido Unido transmite simultaneamente o BBC News at Ten na BBC One. No entanto, desde então, o programa continuou a ser transmitido no Reino Unido às 23:00, hora do Reino Unido, após uma mudança de horário que alterou o horário do programa para as 22:00-00:00 BST.